# Keystones!
Keystones! è un album live di Red Garland, pubblicato dalla Xanadu Records nel 1977. Il disco fu registrato il 12 maggio del 1977 al Keystone Korner di San Francisco, California (Stati Uniti).

## Tracce
1. Autumn Leaves – 10:13 (Joseph Kosma, Jacques Prevert, Johnny Mercer)
2. It's Impossible – 6:01 (Armando Manzanero)
3. Medley – 11:45 (a) Clifford Brown b) Brano tradizionale, Kenny Dorham)
4. It's All Right with Me – 13:40 (Cole Porter)
5. Green Dolphin Street – 15:50 (Bronislau Kaper, Ned Washington)

## Musicisti
- Red Garland - pianoforte
- Leroy Vinnegar - contrabbasso
- Philly Joe Jones - batteria